# 西川佳代
西川 佳代（にしかわ かよ、1967年 - 2024年1月25日）は、日本の法学者。横浜国立大学大学院国際社会科学研究院教授。専門は民事法（民事手続法学）。

## 人物・経歴
福岡県生まれ。福岡県立福岡高等学校卒業。1992年九州大学大学院法学研究科民刑事法学専攻修士課程（博士前期課程）修了。1995年九州大学大学院法学研究科民刑事法学博士課程単位取得満期退学。2004年國學院大學法科大学院助教授。2005年國學院大學法科大学院教授。2013年横浜国立大学大学院国際社会科学研究院国際経済法学専攻教授。
2024年1月25日に死去。